# Ladies in Black Aachen
Ladies in Black Aachen är ett volleybollag i Aachen, Tyskland. Laget var ursprungligen en del av Alemannia Aachen, men är sedan säsongen 2013/2014 en del av PTSV Aachen. Det debuterade i Volleyball-Bundesliga 2008. Deras bästa resultat i tyska cupen är en final 2014/2015.